# Parcul Tineretului din Buzău
Parcul Tineretului este un parc aflat în partea de nord a municipiului Buzău, România. Parcul a fost amenajat în anii 1980 pe locul fostului abator, împreună cu Sala Sporturilor și cu bazinul olimpic de înot. Lacul a fost amenajat pe locul unei crescătorii de pește.